# Anomala similopyga
Anomala similopyga är en skalbaggsart som beskrevs av Miyake 1987. Anomala similopyga ingår i släktet Anomala och familjen Rutelidae. Inga underarter finns listade i Catalogue of Life.